# El fin del viaje
El fin del viaje (Journey's End) es el decimotercer y último episodio de la cuarta temporada moderna de la serie británica de ciencia ficción Doctor Who, emitido originalmente el 5 de julio de 2008. Es la segunda parte de una historia en dos episodios que comenzó con La Tierra robada, y que constituye un crossover entre la serie y sus dos spin-offs, Torchwood y The Sarah Jane Adventures. Con 65 minutos es uno de los dos episodios regulares más largos de la historia de la serie empatado con En el último momento, siendo el más largo en general The Five Doctors con 90 minutos.

## Argumento
El episodio continua en el punto donde concluyó La Tierra robada, donde el Décimo Doctor (David Tennant) se está regenerando dentro de la TARDIS. Sin embargo, el Doctor logra abortar el proceso cuando su cuerpo se cura, y transfiere el resto de la energía hacia su mano cortada. En lugar de surgir un nuevo Doctor, vuelve a resurgir el Décimo Doctor, curado y vivo. Entonces, los Daleks capturan la TARDIS y la transportan al Crucible, la nave nodriza Dalek en el centro de los 27 planetas. El Doctor y sus antiguos acompañantes, Jack Harkness (John Barrowman) y Rose Tyler (Billie Piper), salen de la TARDIS, pero Donna Noble (Catherine Tate) se queda encerrada. El Dalek Supremo ordena que la TARDIS sea destruida. En el proceso, Donna toca la mano cortada del Doctor, y activa una energía en la misma que le hace desmayarse y que crea a partir de la mano un nuevo Doctor, con su mente y su apariencia, pero físicamente humano (con un solo corazón), que salva la TARDIS de la destrucción.
Mientras tanto, los miembros de Torchwood, Gwen Cooper (Eve Myles) y Ianto Jones (Gareth David-Lloyd) están a salvo de un Dalek en un cierre temporal impenetrable que creó su compañera fallecida Toshiko Sato. Sarah Jane Smith (Elisabeth Sladen) se salva de la exterminación de los Daleks al aparecer el exnovio de Rose, Mickey Smith (Noel Clarke), y la madre de esta, Jackie Tyler (Camille Coduri). Los tres se rinden a los Daleks para así ser llevados al Crucible. Martha Jones (Freema Agyeman) se teletransporta a un castillo cerca de Nuremberg, entrando en un bunker secreto de UNIT para establecer contacto con otros cuatro búnkeres similares por todo el planeta.
El Doctor y Rose son llevados ante Davros (Julian Bleach), creador de los Daleks. El Doctor se burla de Davros por su bajo status entre los Daleks, pero Davros a cambio replica que el Doctor es tan monstruo como él. Davros le explica que los 27 planetas robados forman un campo de compresión que puede cancelar la energía eléctrica de los átomos. Esto les convierte en una "bomba de realidad" que tiene el poder de destruir toda la materia en todos los universos: la realidad misma sería destruida.
Después de probar el dispositivo en un grupo de víctimas humanas, los Daleks reciben dos transmisiones: por un lado, Sarah Jane, Mickey, Jack y Jackie amenazan con destruir el Crucible usando una "estrella Warp" que tenía Sarah Jane, y Martha amenaza con usar la llave Osterhagen, un dispositivo de último recurso que destruiría la Tierra activando una cadena de explosiones nucleares. Sus acciones hacen que Davros cuestione la dependencia que tiene el Doctor de sus acompañantes. Sin embargo, todos los acompañantes son teletransportados a la nave antes de que puedan ejecutar sus planes, donde Davros saborea su victoria, y hace que el Doctor piense en todas las muertes que ha causado y el incontable número de personas que han muerto por él, resumiendo Davros al Doctor como "el hombre que no se detiene, que nunca mira atrás porque no se atreve... ¡por vergüenza!" y dice, "Esta es mi victoria final, Doctor; te he mostrado... a ti mismo".
Davros entonces da la orden de detonar la bomba, pero en ese momento aparece frente a ellos la TARDIS. El otro Doctor y Donna salen corriendo, pero son detenidos por unos rayos de energía que surgen de la mano biónica de Davros. El rayo activa el conocimiento de Señor del Tiempo con el que fue imbuida Donna en la creación del Doctor clónico, y logra desactivar la bomba de realidad, a Davros y los Daleks. Los dos Doctores ayudan a devolver los planetas a su lugar, pero el Dalek Supremo destruye el panel de control antes de que puedan recolocar la Tierra. En la confusión, Davros pregunta a Dalek Caan por qué no predijo esto, pero el Doctor se da cuenta de que sí lo hizo. Caan lo confirma, citando que había visto las atrocidades de los Daleks a lo largo del espacio y el tiempo, y quería ponerles punto final.
Motivado por la profecía de Dalek Caan de la extinción de los Daleks, y sabiendo que podían conquistar el universo a la fuerza, con o sin la bomba de realidad, el Doctor clónico destruye a los Daleks y el Crucible. El Doctor original ofrece salvar a Davros, quien se niega, acusando al Doctor de ser responsable de la destrucción, y nombrándole "el Destructor de Mundos", mientras Caan avisa que uno de los acompañantes aún morirá. Los acompañantes se marchan en la TARDIS al mismo tiempo que el Crucible se autodestruye, y remolcan la Tierra de vuelta a su localización original con la ayuda del superordenador de Sarah Jane, Sr. Smith, su perro robótico K-9 y la falla temporal de Cardiff.
En el epílogo del episodio, el Doctor se separa de sus acompañantes: Sarah Jane vuelve a casa con su hijo Luke (Tommy Knight), Mickey se va con Martha y Jack, y el Doctor devuelve a Rose y Jackie al universo paralelo en el que quedaron atrapadas en El día del Juicio Final. Decidida a quedarse con el Doctor real, Rose le pregunta a ambos Doctores qué era lo último que el Doctor quería decir antes de que se cortara la transmisión en la Bahía del Lobo Malo. El Doctor clónico le responde al oído, y los dos se besan, mientras el Doctor real y Donna dejan el mundo paralelo en la TARDIS para siempre.
Tras partir, Donna comienza a ser sobrepasada por los conocimientos de Señor del Tiempo que hay en su cabeza, incapaz de contener tanta información al ser humana. El Doctor se ve obligado a borrarle todos los recuerdos vividos con él, salvándole la vida, pero matando efectivamente a la mujer en que se había convertido a lo largo de sus viajes (tal y como profetizó Dalek Caan). Al devolver a Donna a su casa de Chiswick, esencialmente idéntica a como era antes de conocerle, el Doctor le explica a su madre, Sylvia Noble (Jacqueline King), y su abuelo, Wilfred Mott (Bernard Cribbins), que Donna jamás debe volver a recordarle, ni siquiera un segundo, porque si lo hiciera, su mente ardería y ella moriría. El Doctor sigue diciéndole que Donna se ha convertido en una heroína para millones a lo largo del universo, diciéndole implícitamente a Sylvia que debería ser más amable con su hija. El Doctor se despide amistosamente de Wilfred, y regresa a la TARDIS obviamente desolado y solo.

### Continuidad
El episodio es la culminación de las cuatro temporadas de Doctor Who que produjo Russell T Davies; el diálogo menciona los eventos de La invasión en Navidad, en los que le cortaron la mano al Doctor y le creció una nueva al luchar contra los Sycorax, y también menciona a los Ood llamando a Donna "Doctor-Donna" en El planeta de los Ood. También se refiere al serial Genesis of the Daleks, cuando Davros menciona la presencia de Sarah Jane en Skaro, durante la creación de la raza.
Las burlas de Davros hacen que el Doctor tenga una serie de flashbacks de toda la gente que murió en la serie moderna por él o estar cerca de él: son Jabe (El fin del mundo), la controladora de Satélite 5 (Lobo malo), Lynda Moss (El momento de la despedida), Sir Robert MacLeish (Dientes y garras), la Sra. Moore (La edad del acero), la mayoría de LINDA (Amor y monstruos), el Rostro de Boe (Atasco), Chantho (Utopía), Astrid Peth (El viaje de los condenados), Luke Rattigan (El cielo envenenado), Jenny (La hija del Doctor), River Song (El bosque de los muertos), y la azafata (Medianoche), así como Harriet Jones del episodio anterior.
El Doctor le pregunta a Gwen en un momento si su familia proviene de Cardiff y ella asegura que su familia ha vivido en Gales desde hace generaciones, lo que hace que Rose y el Doctor intercambien una sonrisa. Esto podría estar insinuando que Gwen podría ser una descendiente de Gwyneth, la sirventa con poderes psíquicos del episodio Los muertos inquietos, ya que ambas son físicamente iguales.
En el episodio La victoria de los Daleks, el Undécimo Doctor menciona los eventos de esta historia cuando le pide a Amy Pond que le ayude a explicar a Winston Churchill la verdadera naturaleza de los Daleks y, misteriosamente, Amy no tiene recuerdos de esos eventos. Después concluirá en Carne y piedra al ver las grietas en el universo que esos Daleks fueron absorbidos por una grieta y borrados de la historia. En Las aguas de Marte, Adelaide Brooke tiene un flashback de su infancia durante los eventos de esta historia.

## Producción
En una escena eliminada, el Doctor le daba a Rose y su Doctor clónico un pequeño trozo de "coral" de la TARDIS para que pudieran cultivar su propia TARDIS. Esta escena se cortó en el último montaje del episodio porque pensaron que hacía la escena en la Bahía del Lobo Malo "demasiado larga y complicada", y que crear otra TARDIS no debería parecer tan fácil. La escena se incluyó entre los extras de la compilación en DVD de la cuarta temporada.
También se cortó otra escena adicional de Donna: "Había un momento adicional de Donna tras su despedida del Doctor, cuando él se marcha en la TARDIS, en la cocina está Donna, y escucha la TARDIS... hay un momento de darse cuenta, y después se gira y sigue hablando por teléfono". Gardner consideró la escena irreal y confusa, ya que si Donna recordaba, moriría, y como no reconocía al Doctor, no hubiera tenido sentido asumir que hubiera reconocido el sonido de la TARDIS.

### Casting
Mickey Smith y Jackie Tyler hacían su primera aparición en la serie desde El día del Juicio Final. K-9 Modelo IV hace su primera aparición en Doctor Who desde Reunión escolar.

## Emisión y recepción
El fin del viaje tuvo una audiencia de 10,57 millones de espectadores, con un 45,9% de share. Fue el programa más visto de toda la semana, siendo el primer episodio de Doctor Who con esta distinción. También tuvo una puntuación de apreciación de 91, igualando el récord de la primera parte de la historia.
Generalmente, tuvo una respuesta positiva de la crítica. John Preston de The Daily Telegraph dijo que este episodio "como siempre... dio mucho más que simple emoción". Achaca el éxito de Doctor Who parcialmente a sus "personajes ricamente definidos que se comportan de formas fácilmente identificables". Sarah Crompton, para el mismo diario, escribió que el episodio era "emocionante, incomprensible, satisfactorio y ligeramente irritante, todo al mismo tiempo". Aunque Crompton dijo "Era inevitable que el comienzo fuera un anti-climax", alabó al equipo de efectos especiales, y señaló que echaría de menos "la calidez y el humor" que Tate traía a la serie. Lucy Mangan, en una crítica humorística para The Guardian describe que el episodio tiene "algo para cada uno". En The Times, Andrew Billen llamó al episodio "un final espectacular que... desmintió el dicho de que, dramáticamente hablando, menos es más".
Mark Wright de The Stage comparó El fin del viaje con "una gran torre de cartas que se derrumbará" si se piensa en ella demasiado. Sin embargo, no tuvo problemas con la resolución del cliffhange de La Tierra robada y se mostró crítico a las protestas de los que se sintieron estafados por la falta de regeneración. Aunque expresó que no había necesidad de Mickey y Jackie en el episodio, dijo que Donna tuvo "la despedida más triste de un acompañante de todos los tiempos", y alabó a Davies por lograr mantener unida toda la trama. Argumentó que Davies "escribe los temas de emoción y grandeza tan bien... ¡destrozando la lógica y los momentos racionales de la trama si se interponen en su camino!" Comparó el estilo de escritura con el "showman P. T. Barnum" y alabó los elementos luminosos y oscuros del episodio. Concluyó que, si no se piensa demasiado en él, el episodio permanece como "un final de temporada audaz, grande, tonto, y a veces agudo".
Jim Shelley del Daily Mirror, fue altamente crítico con el episodio, describiéndolo como "demente más que deslumbrante". Le confundieron los dos Doctores interpretados por David Tennant, vio poco desarrollo de Donna a lo largo de la temporada, y se mostró confuso por el intento del Doctor de salvar a su archienemigo Davros. Afirma que "entre todos los chillidos, gritos y la fanfarronada de opera de pega, estaba seguro de que lo único que había visto era un barco hundiéndose. Acribillado con galimatías científico, era demasiado caótico y quería abarcar demasiado para ser la clásica despedida que Russell T Davies había prometido". Dijo que la trama "se volvió loca" y que "Rose y los dos Tennants actuaban como una especie de retorcido ménage à trois". En conclusión, dijo "Los manierismos descarados y exagerados de Tennant convirtieron el programa en un EastEnders extraterrestre".
En el Daily Record de Escocia, Paul English calificó el episodio como "otra aventura efervescente más de Doctor Who" y dijo que "el escritor y productor Russell T Davies hace televisión con la apariencia épica de las películas. Logra más tensión, humor y emoción en una hora de tele que muchos films con el doble de tiempo y presupuesto". Lamentó que a El fin del viaje "le falta el disparate" del regreso de la serie en 2005, pero concluyó que el final era "televisión de oro".
Dave Golder de SFX dice "Si, cuando el cerebro te dice, '¡Esto es una mierda!', tu corazón te sigue saltando en el pecho, entonces este es tu tipo de episodio. El fin del viaje está muy cargado de tecnojerga; hay ciertamente toneladas de ella en el episodio, pero prácticamente no importa". Alaba las secuencias de acción y la interpretación de Donna, Davros, Rose y el Doctor, pero remarca que la sobrepoblación de personajes menores hicieron que partes del guion parecieran "infradesarrolladas" y describió a los Daleks como principalmente "carne de cañón". "El argumento se sostiene, pero justito". En conjunto describió el episodio como "excepcional", pero "no perfecto".
Ben Rawson-Jones de Digital Spy describió el episodio como "una conclsusión satisfactoria para las masas" a la temporada, y alabó particularmente a Tate y la salida de Donna. Dijo que el episodio mezcla escenas agudas y terroríficas con "giros que 'cortan el aire' y agradan a los fans". Notó que el episodio "no está completamente libre de errores", criticó que la muerte de los Daleks fue "demasiado a propósito", indicando que reduce su sentido de amenaza.
William Gallagher de Radio Times, calificó el episodio como "drama de eventos" y "televisión de fiesta".Dijo que la resolución al cliffhanger de la regeneración le hizo sentirse "un poco estafado", pero alabó la caracterización del episodio, concluyendo que David Tennant "ha sido el mejor Doctor de todos" y que "Doctor Who es el mejor drama de la televisión: es el que tiene más brío y refulge de exuberante emoción".
John Beresford de TV Scoop calificó el final como "casi el episodio más emocionante de Doctor Who que el podía recordar" y "un final fantásticamente imaginativo, emocionante y lleno de acción para la cuarta temporada".